# Prêmio Memorial Ruth I. Michler
O Prêmio Memorial Ruth I. Michler (em inglês:  Ruth I. Michler Memorial Prize) é um prêmio anual concedido pela Association for Women in Mathematics (AWM) a mulheres matemáticas que tenham sido recentemente promovidas ao cargo de professora associada ou posição equivalente em ciências matemáticas. O prêmio oferece uma bolsa para que a ganhadora passe um semestre no Departamento de Matemática da Universidade Cornell, nos Estados Unidos, livre de obrigações docentes, dedicando-se exclusivamente à pesquisa. É denominado em memória de Ruth I. Michler (1967–2000).

## Histórico e objetivos
O prêmio foi criado em homenagem à matemática Ruth I. Michler (1967–2000), cuja carreira promissora foi interrompida precocemente. A iniciativa visa apoiar mulheres em um estágio crítico de suas carreiras acadêmicas, a transição para professoras associadas, quando assumem maiores responsabilidades na pesquisa e na liderança profissional.
O objetivo é proporcionar um ambiente intelectual estimulante na Universidade Cornell, permitindo que as laureadas avancem em seus projetos de pesquisa sem as demandas usuais de ensino.

## Importância e impacto
O prêmio busca combater a sub-representação de mulheres em cargos seniores na matemática, além de oferecer condições ideais para a consolidação da pesquisa em um momento crucial da carreira. Também visa promover e fortalecer redes de colaboração e inspirar novas gerações de mulheres matemáticas. 

## Elegibilidade e seleção
Podem concorrer ao prêmio mulheres que:
- Tenham sido promovidas a professora associada (ou cargo equivalente) nos últimos anos;
- Trabalhem em qualquer área das ciências matemáticas.

As candidatas são avaliadas com base em sua trajetória acadêmica, contribuições à pesquisa e potencial de impacto durante o período na Cornell.

## Benefícios
A premiada recebe:
- Financiamento para um semestre acadêmico na Universidade Cornell;
- Acesso aos recursos do Departamento de Matemática da instituição;
- Isenção de obrigações docentes durante o período.[1][4]

## Lista de premiadas
O prêmio foi concedido  primeira vez em 2007.
| Ano       | Nome                | Universidade                               | Referência |
| --------- | ------------------- | ------------------------------------------ | ---------- |
| 2025-2026 | Ling Xiao           | Universidade de Connecticut                | [ 7 ]      |
| 2024-2025 | Alexandra Seceleanu | Universidade de Nebraska                   | [ 8 ]      |
| 2023-2024 | Lauren Childs       | Virginia Tech                              | [ 9 ]      |
| 2022-2023 | Emily Witt          | Universidade do Kansas                     | [ 10 ]     |
| 2021-2022 | Shabnam Akhtari     | Universidade de Oregon                     | [ 11 ]     |
| 2019-2020 | Anna Skripka        | Universidade do Novo México                | [ 12 ]     |
| 2018-2019 | Julie Bergner       | Universidade da Virgínia                   | [ 13 ]     |
| 2017-2018 | Julia Gordon        | Universidade da Colúmbia Britânica         | [ 14 ]     |
| 2016-2017 | Pallavi Dani        | Universidade Estadual da Luisiana          | [ 15 ]     |
| 2015-2016 | Malabika Pramanik   | Universidade da Colúmbia Britânica         | [ 16 ]     |
| 2014-2015 | Sema Salur          | Universidade de Rochester                  | [ 17 ]     |
| 2013-2014 | Megumi Harada       | Universidade McMaster                      | [ 18 ]     |
| 2012-2013 | Ling Long           | Universidade Estadual de Iowa              | [ 19 ]     |
| 2011-2012 | Anna Mazzucato      | Universidade Estadual da Pensilvânia       | [ 20 ]     |
| 2010-2011 | Patricia Hersh      | Universidade Estadual da Carolina do Norte | [ 21 ]     |
| 2009-2010 | Maria Gordina       | Universidade de Connecticut                | [ 22 ]     |
| 2008-2009 | Irina Mitrea        | Universidade da Virgínia                   | [ 23 ]     |
| 2007-2008 | Rebecca Goldin      | Universidade George Mason                  | [ 24 ]     |